# Halbur
Halbur és una població dels Estats Units a l'estat d'Iowa. Segons el cens del 2000 tenia 202 habitants.

## Demografia
Segons el cens del 2000, Halbur tenia 202 habitants, 85 habitatges, i 52 famílies. La densitat de població era de 390 habitants/km².
Dels 85 habitatges en un 35,3% hi vivien nens de menys de 18 anys, en un 55,3% hi vivien parelles casades, en un 3,5% dones solteres, i en un 38,8% no eren unitats familiars. En el 35,3% dels habitatges hi vivien persones soles el 21,2% de les quals corresponia a persones de 65 anys o més que vivien soles. El nombre mitjà de persones vivint en cada habitatge era de 2,38 i el nombre mitjà de persones que vivien en cada família era de 3,15.
Per edats la població es repartia de la següent manera: un 29,7% tenia menys de 18 anys, un 8,4% entre 18 i 24, un 30,7% entre 25 i 44, un 14,4% de 45 a 60 i un 16,8% 65 anys o més.
L'edat mediana era de 34 anys. Per cada 100 dones de 18 o més anys hi havia 91,9 homes.
La renda mediana per habitatge era de 41.250 $ i la renda mediana per família de 45.625 $. Els homes tenien una renda mediana de 33.750 $ mentre que les dones 17.813 $. La renda per capita de la població era de 16.896 $. Entorn del 4,1% de les famílies i el 4,1% de la població estaven per davall del llindar de pobresa.

## Poblacions més properes
El següent diagrama mostra les poblacions més properes.